# Probabilmente allegria
Probabilmente allegria (Provavelmente alegria) è una raccolta di 73 poesie scritte da José Saramago nel 1970.

## Edizioni
- Provavelmente alegria, Livros Horizonte (coleção "horizonte de Poesia"), Lisbona 1970
- trad. di Fernanda Toriello, in Poesie, Torino: Einaudi (collana "Tascabili" n. 988), 2002 ISBN 978-88-06-18979-2